# Isoperla inermis
Isoperla inermis is een steenvlieg uit de familie Perlodidae. De wetenschappelijke naam van de soort is voor het eerst geldig gepubliceerd in 1970 door Kacanski & Zwick.